# Еталонні соснові насадження (заповідне урочище)
Етало́нні сосно́ві наса́дження — лісове заповідне урочище в Україні. Розташоване в межах Сарненського району Рівненської області, на південний захід від села Карпилівка.
Площа 5 га. Статус присвоєно згідно з рішенням Рівненського облвиконкому № 343 від 22.11.1983 року (зі змінами рішення облвиконкому № 98 від 18.06.1991 р. та рішення облради № 1331 від 25.09.2009 р.). 
Перебуває у віданні ДП «Рокитнівський лісгосп» (Карпилівське л-во, кв. 40, вид.  5).
Статус присвоєно для збереження частини лісового масиву з цінними насадженнями сосни.